# Posso
Posso è un singolo del rapper italiano Carl Brave, pubblicato il 16 novembre 2018 come primo estratto dal primo EP Notti brave (After).

## Descrizione
Interamente scritto da Carl Brave, il brano è la traccia d'apertura dell'EP e ha visto la partecipazione vocale del cantautore italiano Max Gazzè:
(Carl Brave)

## Video musicale
Il videoclip è stato pubblicato il 16 novembre 2018 sul canale Vevo-YouTube del rapper ed è stato girato a Roma.

## Successo commerciale
Posso ha ottenuto un buon successo in Italia, raggiungendo la top 20 della Top Singoli. Al termine dell'anno è risultato essere il 61º brano più trasmesso dalle radio.

## Classifiche

### Classifiche settimanali
| Classifica (2018) | Posizione massima |
| ----------------- | ----------------- |
| Italia            | 13                |

### Classifiche di fine anno
| Classifica (2019) | Posizione |
| ----------------- | --------- |
| Italia            | 56        |